# 灰包状层腹菌
灰包状层腹菌（学名：Hymenogaster lycoperdineus）是属于伞菌目层腹菌科层腹菌属的一种担子菌。该种分布于中国、意大利、俄罗斯等地。